# Oughterard
Oughterard es una localidad situada en el condado de Galway de la provincia de Connacht (República de Irlanda), con una población en 2016 de 1318 habitantes.
Se encuentra ubicada al oeste del país, cerca de la ciudad de Galway y la bahía de Galway (océano Atlántico).

## Controversia
La ciudad ganó atención internacional en septiembre de 2019 con el uso propuesto de un hotel en desuso en las afueras de la ciudad, el Connemara Gateway Hotel, como un centro de suministro directo (es decir, para atender a los refugiados que buscan protección internacional). Los activistas de la derecha atacaron inmediatamente al público (especialmente a Gearóid Murphy, un activista del Partido Nacional (NP)) utilizando el desarme antiinmigrante, que fue muy exitoso. La protesta fue fuertemente apoyada por el National Party y otros grupos de derecha. Un folleto distribuido por Murphy, que contenía afirmaciones engañosas sobre el sistema de asilo, fue ampliamente distribuido por activistas locales, incluido Gerry Kinneavy, el organizador local del NP. La protesta se convirtió rápidamente en la protesta más grande jamás realizada contra un centro de suministro directo propuesto. Posteriormente, la protesta cambió su enfoque hacia los "centros de suministro directo inhumanos", lo que dio lugar a denuncias de que los manifestantes se escondían detrás de preocupaciones genuinas sobre el sistema de asilo. Algunos miembros del grupo "Oughterard dice no a la provisión directa" hablaron de "influencias externas negativas" que intentaban influir en las protestas, tras las denuncias de racismo e intimidación. Después de tres semanas de protestas de 24 horas por el bloqueo del hotel, el dueño del hotel retiró la oferta por el centro a principios de octubre. Posteriormente, los activistas de Oughterard viajaron a otros lugares para apoyar y ayudar en protestas similares.